# زانتوفیل

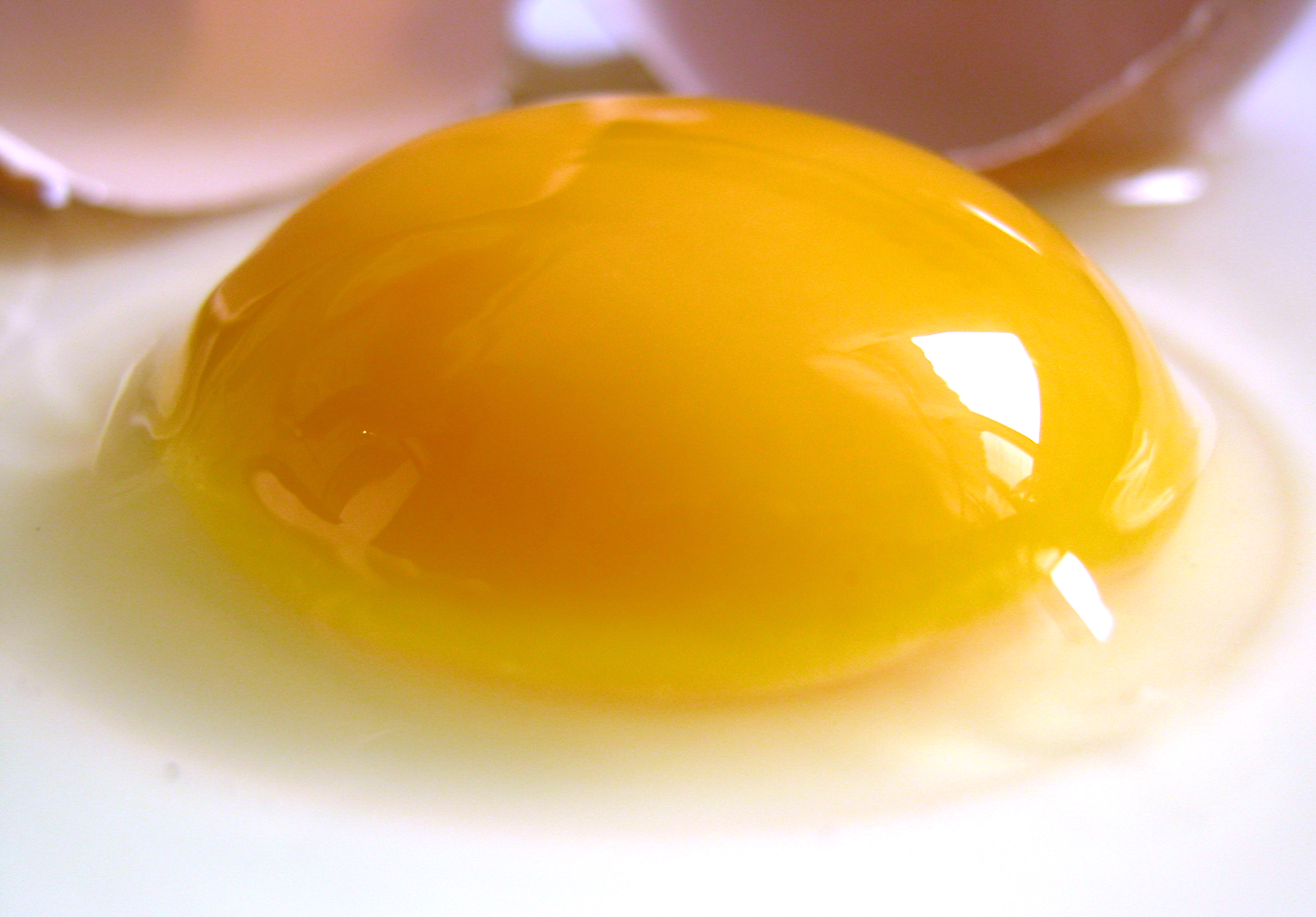
رنگ زرده تخم‌مرغ وجود رنگدانه زانتوفیل را نشان می‌دهد.

زانتوفیل یا گزانتوفیل (انگلیسی: Xanthophyll؛ در اصل فیلوگزانتین) رنگدانه‌های زردی هستند که به‌طور گسترده‌ای در طبیعت یافت می‌شوند و همراه با کاروتن‌ها، گروه بزرگتر کاروتنوئیدها را تشکیل می‌دهند. نام زانتوفیل از واژگان یونانی زانتوس (ξανθός، «زرد») و فیلون (φύλλον، «برگ») با توجه به تشکیل نوارهای زردرنگ توسط آن‌ها در اوایل کروماتوگرافی در رنگدانه‌های برگ مشتق شده‌است.

## ساختار مولکولی

ساختار شیمیایی کریپتوزانتین. زانتوفیل‌ها معمولاً اکسیژن را به عنوان یک گروه هیدروکسیل نشان می‌دهند.

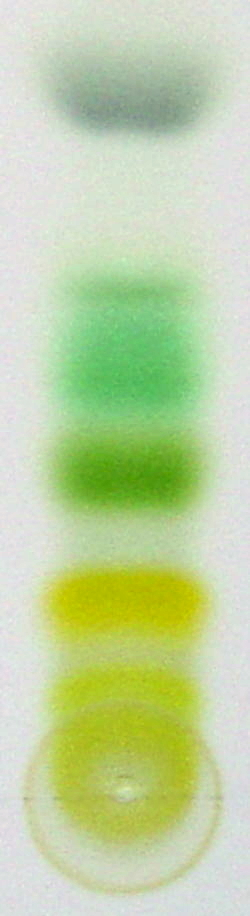
از کروماتوگرافی لایه نازک برای جداسازی اجزای عصاره گیاهی استفاده می‌شود. زانتوفیل‌های گیاهی نوار زرد روشن را در کنار سبز تشکیل می‌دهند.

زانتوفیل‌ها و کاروتن‌ها که هر دو کاروتنوئید هستند، از نظر ساختار مشابه هستند، اما زانتوفیل‌ها حاوی اتم‌های اکسیژن هستند در حالی که کاروتن‌ها صرفاً هیدروکربن خالص هستند و در ساختار خود اکسیژن ندارند. زانتوفیل‌ها با داشتن اکسیژن در ساختار مولکولی نسبت به کاروتن‌ها بیشتر قطبی هستند که این باعث جدایی از کاروتن‌ها در بسیاری از انواع کروماتوگرافی می‌شود. (رنگ کاروتن‌ها معمولاً نارنجی‌تر از زانتوفیل‌ها است)
گزانتوفیل‌ها اکسیژن خود را به‌صورت گروه‌های هیدروکسیل و یا به‌عنوان اتم‌های هیدروژن جایگزین‌شده توسط اتم‌های اکسیژن هنگام عمل به‌عنوان یک پل برای تشکیل اپوکسیدها نشان می‌دهند.

## حضور
زانتوفیل‌ها مانند سایر کاروتنوئیدها در بیشترین مقدار در برگ‌های بیشتر گیاهان سبز حضور دارند که برای تعدیل انرژی نور فعالیت می‌کنند. زانتوفیل‌های موجود در بدن جانوران از جمله انسان و محصولات حیوانی رژیمی در نهایت از منابع گیاهی موجود در رژیم غذایی گرفته می‌شوند. برای نمونه رنگ زرد موجود در زرده تخم‌ها، چربی و پوست از زانتوفیل‌های خورده‌شده ناشی می‌شود که در درجه اول لوتئین است که برای این منظور گاه به خوراک مرغ اضافه می‌شود.
رنگ زرد لکه زرد در شبکیه چشم انسان نیز ناشی از وجود لوتئین و زآگزانتین است. باز هم، هر دوی این زانتوفیل‌های خاص نیاز به منبعی در رژیم غذایی انسان دارند تا در چشم انسان وجود داشته باشد. آن‌ها از چشم در برابر نور یونیزه‌کننده (نور آبی و فرابنفش) با جذب آن‌ها محافظت می‌کنند. اما زانتوفیل‌ها در خود مکانیسم بینایی عمل نمی‌کنند زیرا نمی‌توانند به رتینال (رتینالدئید یا آلدهید ویتامین آ) تبدیل شوند.

## ترکیبات نمونه

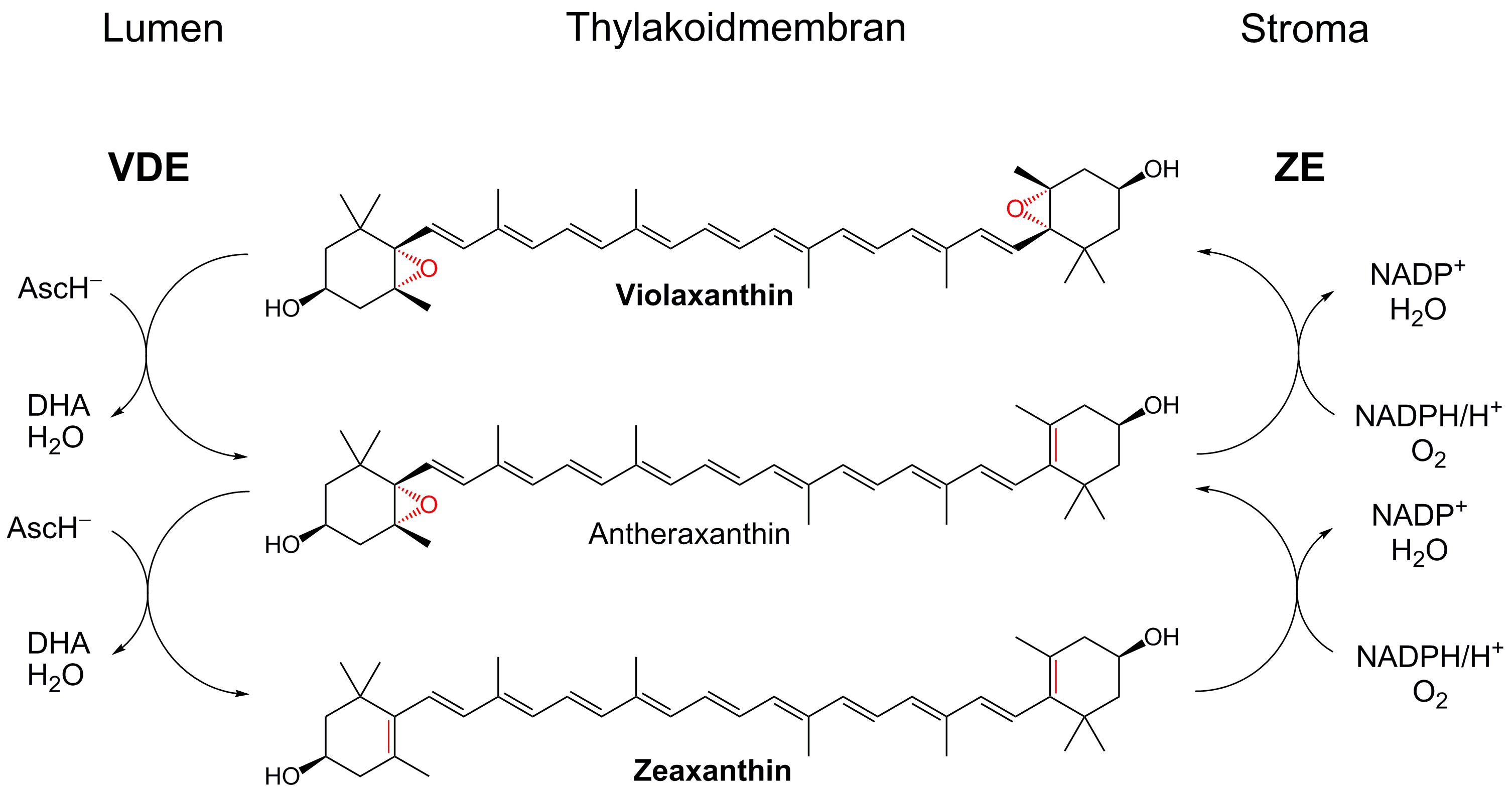
چند نوع ساختار شیمیایی

معروف‌ترین ترکیبات گروه زانتوفیل‌ها شامل لوتئین، زاگزانتین، نئوگزانتین، ویولاگزانتین، فلاوگزانتین و آلفا و بتا کریپتوزانتین هستند. ترکیب اخیر تنها زانتوفیل شناخته‌شده حاوی یک حلقه بتا-یونون است و بنابراین بتا کریپتوزانتین تنها زانتوفیلی دارای فعالیت پرو ویتامین آ برای پستانداران است. حتی در این صورت، این ویتامین فقط در پستانداران گیاهخواری کاربرد دارد که دارای آنزیم ساخت شبکیه از کاروتنوئیدهای حاوی بتایونون هستند (برخی از گوشتخواران فاقد این آنزیم هستند). در گونه‌هایی غیر از پستانداران، زانتوفیل‌های خاصی ممکن است به آنالوگ‌های هیدروکسیله شبکیه تبدیل شوند که مستقیماً در بینایی عمل می‌کنند. به عنوان مثال، به استثنای مگس‌های خاص، بیشتر حشرات از ایزومر R مشتق از زانتوفیل ۳-هیدروکسی رتینال برای فعالیت‌های بینایی استفاده می‌کنند، به این معنی که بتا کریپتوکسانتین و سایر زانتوفیل‌ها (مانند لوتئین و زآگزانتین) ممکن است برای آن‌ها به عنوان اشکال بینایی‌دهنده ویتامین آ عمل کنند، در حالی که کاروتن‌ها (مانند بتاکاروتن) این کار را نمی‌کنند.